# クーパー島

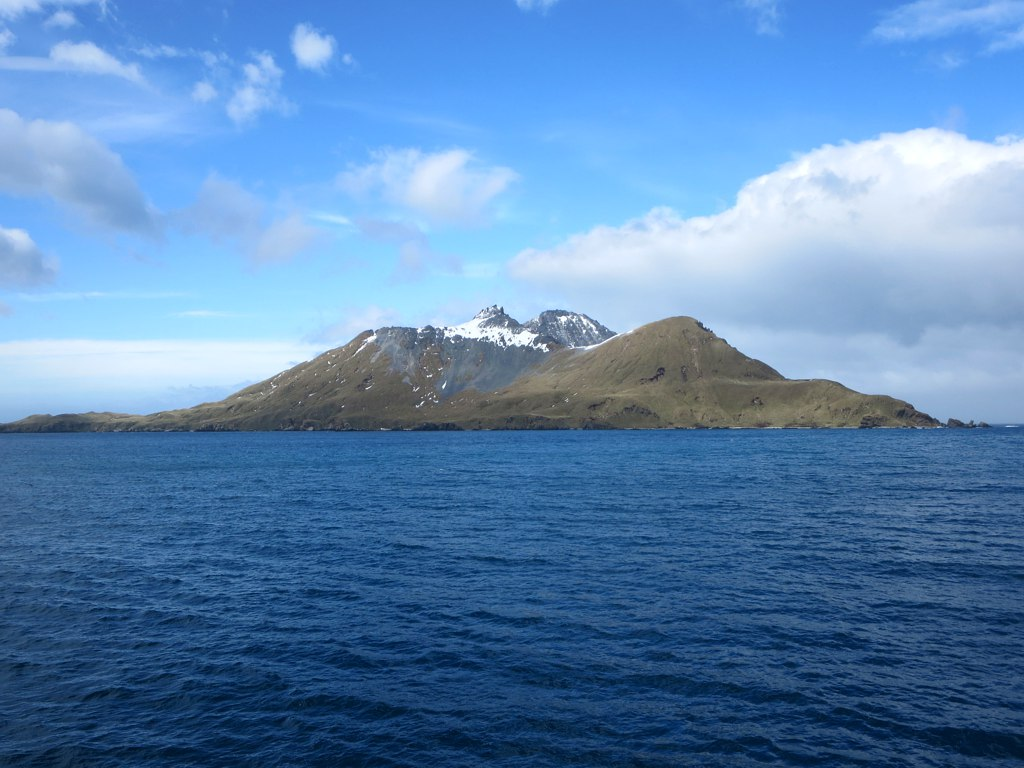
クーパー島

クーパー島（英語: Cooper Island）は、イギリス領サウスジョージア・サウスサンドウィッチ諸島の島。サウスジョージア島の南に位置する。無人島。最高点は416.1 m。